# يانيك كاباييرو
يانيك كاباييرو (بالفرنسية: Yannick Caballero)‏ هو لاعب اتحاد الرغبي فرنسي، ولد في 3 أبريل 1983 في كاستر في فرنسا.

## وصلات خارجية
- يانيك كاباييرو على موقع سلسلة سباعيات الرغبي العالمية - رجال (الإنجليزية)
- يانيك كاباييرو عل موقع إسبنسكروم (الإنجليزية)
- يانيك كاباييرو على موقع ItsRugby.co.uk (الإنجليزية)